# Сплайсинг белков
Сплайсинг белков, или белковый сплайсинг, — внутримолекулярный  автокаталитический процесс, происходящий в некоторых белках, при котором внутренняя часть белка (под названием интеин) выщепляется из белка-предшественника с последующим лигированием оставшихся частей. На месте сплайсинга в белке-предшественнике находится цистеин или серин, то есть аминокислота с нуклеофильной боковой группой. Известные в настоящее время реакции сплайсинга не требуют экзогенных кофакторов и источников энергии (например, АТФ или ГТФ). До открытия сплайсинга белков словом «сплайсинг» обозначали сплайсинг пре-мРНК.

## История
Сплайсинг белков был открыт двумя группами исследователей (Анраку и Стивенса) в 1990 году. Обе группы открыли белок VMA1 дрожжей Saccharomyces cerevisiae, предшественник вакуолярной H+-АТФазы. Аминокислотная последовательность N- и С-концов VMA1 на 70 % соответствует последовательности вакуолярной H+-АТФазы других организмов, тогда как центральная последовательность на 30 % совпадает с дрожжевой нуклеазой НО.
В 2024 интеины были использованы в генной терапии миодистрофии Дюшена